# عرقون طبي
عرقون طبي (الاسم العلمي:Euphrasia officinalis) هو نوع غير مؤكد من النباتات يتبع جنس العرقون من الفصيلة الهالوكية.